# Ip Man 2
Ip Man 2 – hongkońsko-chiński film akcji z 2010 roku. Film oparty na biografii Yip Mana, chińskiego mistrza sztuk walki. Kontynuacja filmu Ip Man z 2008 roku.

## Fabuła
Po zakończeniu II wojny światowej mistrz Ip Man (Donnie Yen) przybywa do Hongkongu, gdzie działa kilka szkół walki. Mimo tego udaje się mu zdobyć grupę uczniów i dzięki niej mieć pieniądze na utrzymanie swojej rodziny. Po pewnym czasie musi przyjąć wyzwanie pozostałych mistrzów, by móc dalej prowadzić własną szkołę. Jedna z potyczek zostaje nierozstrzygnięta, a w międzyczasie władze brytyjskie Hongkongu organizują walkę, w której uczestniczy niepokonany jak dotąd bokser -  Taylor The Twister Miler (Darren Shahlavi).

## Obsada
- Donnie Yen jako Ip Man
- Sammo Hung jako Hung Chun-nam
- Huang Xiaoming jako Wong Leung
- Lynn Hung jako Cheung Wing-sing, żona Ip Mana
- Simon Yam jako Chow Ching-chuen
- Darren Shahlavi jako Taylor The Twister Miler
- Li Chak jako Ip Chun, syn Ip Mana
- Ashton Chen jako Tsui Sai-Cheong
- Kent Cheng jako Fatso
- Dennis To jako Cheng Wai-kei
- Ngo Ka-nin jako Leung Kan
- Louis Fan jako Kam Shan-Chau

i inni